# Снежна пародия
Снежната пародия (Parodia nivosa) е вид покритосеменно растение от семейство Кактусови (Cactaceae). Видът е критично застрашен от изчезване.
Латинското nivosa означава „пълен със сняг“ и се отнася до снежно белите бодли на вида.

## Разпространение и местообитание
Снежната пародия е ендемична за аржентинската провинция Салта, където е широко разпространена. Среща се главно на надморска височина от 1700 до 2500 метра и по-рядко до 3200 метра.

## Описание
Този кактус има сферично стебло, което преминава в цилиндрично с възрастта. То е светлозелено с височина до 15 см и диаметър около 8 см. Има до 21 ребра подредени по спирала и силно разделени на конусовидни върхове. Основата на тези върхове е бяла и космата. Бодлите са около 35 – 40, снежнобели, с дължина до 2 см. Централните бодли са 4, те са малко по-големи от радиалните, които са приблизително 18, сивкави, и с дължина около 1,5 – 1,8 см.
Цветовете са огненочервени, с диаметър от 2,5 до 5 см и дължина до 3 см.